# Josué, o Estilita
Josué, o Estilita (também Iechu, o Estilita e Yeshu/Ieshu, o Estilita) foi um estilita e o autor atribuído de uma crônica que narra os eventos ocorridos no Oriente Próximo durante o início do século VI, tendo ele sido considerado um dos primeiros e melhores documentos históricos preservados em siríaco. A preservação de seu trabalho ocorreu graças a sua incorporação da chamada Crônica de Zuquenim, tendo provavelmente tido um lugar na segunda parte da História Eclesiástica de João do Éfeso, de quem Pseudo-Dionísio copiou todos ou a maior parte do assunto contidos na terceira parte da crônica. A crônica em questão é anônima e a nota de um copista foi atribuída a Josué do mosteiro de Zuquenim, próximo de Amida.
O autor desta obra foi testemunha ocular de muitos dos eventos descritos na obra tendo descrito que vivia em Edessa durante os anos das guerras bizantino-sassânidas. Incorpora à obra sua visão dos eventos que são caracterizados pela crença na sabedoria de anulação da Providência, tendo além disso elogiado Flaviano II, o patriarca calcedônio de Antioquia, em termos mais acalorados do que aqueles em que elogia seus contemporâneos monofisistas Jacó de Batnas e Filoxeno de Hierápolis. Ele foi provavelmente um católico ortodoxo.
A crônica foi dada a conhecer pela primeira vez na versão latina abreviada de Assemani e foi editada em 1876 por Paulin Martin e por William Wright em 1882. Após uma elaborada dedicação para um amigo do padre e abade Sérgio, uma breve recapitulação de eventos a partir da morte de Juliano em 363 e uma mais ampla exposição dos reinados dos reis persas Perozes I (r. 459–484) e Balas (r. 484–488), o escritor entra em seu tema principal: a história das relações perturbadas entre os impérios persa e bizantino e o início do reinado de Cavades I (489  531), que culminou na grande guerra de 502-506. De outubro de 494 para a conclusão da paz perto do final de 506, o autor dá uma consideração analítica, com especificação cuidadosa das datas, dos principais eventos na Mesopotâmia, o teatro do conflito, como o cerco e a captura de Amida pelos persas (502-503), o cerco mal sucedido de Edessa (503), e a tentativa frustrada dos bizantinos para recuperar Amida (504-505).